# 隈部正博
隈部 正博（くまべ まさひろ、1962年 - ）は、日本の数学者。放送大学教授。専門は、数理論理学、数学基礎論。特に帰納的関数論。

## 経歴
- 1962年 長崎県に生まれる
- 1985年 早稲田大学理工学部数学科卒業
- 1990年 シカゴ大学大学院数学科博士課程修了（Ph.D.）、ミネソタ大学助教授
- 1993年 放送大学助教授
- 2008年 放送大学准教授
- 2012年 放送大学教授
- 2021年 放送大学副学長

## 著書
- 『数学基礎論 -- Gödelの完全性定理 --』 放送大学教育振興会、1995
- 『数学基礎論 改訂版 -ゲーデルの不完全性定理』放送大学教育振興会、1999
- 『数学基礎論 三訂版 -ゲーデルの不完全性定理』放送大学教育振興会、2003
- 『数学基礎論 四訂版 -ゲーデルの不完全性定理』放送大学教育振興会、2008
- 『入門線型代数』放送大学教育振興会、2009
- 『入門線型代数 改訂版』放送大学教育振興会、2014
- 『入門線型代数 三訂版』放送大学教育振興会、2019
- 『線型代数学』放送大学教育振興会、2017
- 『計算論』放送大学教育振興会、2010
- 『計算論 改訂版』放送大学教育振興会、2016
- 『初歩からの数学 新訂』放送大学教育振興会、2012
- 『初歩からの数学 改訂新版』放送大学教育振興会、2018